# Kolagi, Tirthahalli
Kolagi là một làng thuộc tehsil Tirthahalli, huyện Shimoga, bang Karnataka, Ấn Độ.